# Pseudoclodia mediomaculata
Pseudoclodia mediomaculata là một loài bọ cánh cứng trong họ Cerambycidae.